# Helicoidei
Helicoidei è un infraordine di molluschi gasteropodi dell'ordine Stylommatophora.

## Tassonomia
L'infraordine comprende due superfamiglie:
- Superfamiglia Helicoidea Rafinesque, 1815
  - Camaenidae Pilsbry, 1895
  - Canariellidae Schileyko, 1991
  - Cepolidae Ihering, 1909
  - Elonidae E. Gittenberger, 1977
  - Geomitridae C.R. Boettger, 1909
  - Helicidae Rafinesque, 1815
  - Helicodontidae Kobelt, 1904
  - Hygromiidae Tryon, 1866
  - Labyrinthidae Borrero, Sei, D. G. Robinson & Rosenberg, 2017
  - Pleurodontidae Ihering, 1912
  - Polygyridae Pilsbry, 1895
  - Sphincterochilidae Zilch, 1960 (1886)
  - Thysanophoridae Pilsbry, 1926
  - Trichodiscinidae H. Nordsieck, 1987
  - Trissexodontidae H. Nordsieck, 1987
  - Xanthonychidae Strebel & Pfeffer, 1879
- Superfamiglia Sagdoidea Pilsbry, 1895
  - Sagdidae Pilsbry, 1895
  - Solaropsidae H. Nordsieck, 1986
  - Zachrysiidae D.G. Robinson, Sei & Rosenberg, 2017